# 格利果利·N·諾伊明
格利果利·尼古拉耶維奇·諾伊明（俄语：Григорий Николаевич Неуймин，1886年1月3日—1946年12月17日）是一位格魯吉亞-俄羅斯天文學家，出生於格魯吉亞第比利斯。20世紀上半葉，他在普爾科沃天文台和錫梅伊茲天文台發現了眾多小行星及6顆週期彗星和一顆雙曲線彗星。

## 科學發現
諾伊明發現了74顆小行星，特別是小行星951（Gaspra）和小行星762（Pulcova）。
他也發現或共同發現了6顆木星族彗星：諾伊明彗星（25D/Neujmin）、諾伊明1號彗星（28P/Neujmin）、諾伊明3號彗星（42P/Neujmin）、57P/du Toit-Neujmin-Delporte 和58P/Jackson-Neujmin，以及雙曲線彗星C/1914 M1。